# 阿颜觉罗氏
阿颜觉罗氏（穆麟德轉寫：Ayan Gioro Hala），汉字又写作阿燕觉罗氏，是满洲著姓觉罗氏的分支。该氏世居叶赫乌苏村、额尔敏、瓦湖木、赫图阿拉、福齐希美佛赫、费雅郎阿、西占和罗、大郎村、东等地，以曾出使曾出使土尔扈特的侍郎图理琛较为知名，此外，大学士莫洛也有出自该氏的说法。民国以后，阿颜觉罗氏多以赵、常等为汉姓。

## 清代主要世家

### 星额理家族
镶蓝旗星额理世居叶赫乌苏村，努尔哈赤创业初期率子弟来归，其元孙辉兰从征大同率先登城，于锦州之役阵亡，赠骑都尉世职。星额理另一元孙西特库任亲军校从征广西、云南有功，优授骑都尉。星额理其余后裔任弓匠协领、护军校、防御、骁骑校、笔帖式、侍卫、中书、员外郎、郎中、步军副尉、典仪、长史等官职。同族正黄旗拉塔后裔任防御、骁骑校、护军校、步军校、笔帖式等官职。
正黄旗诺恩珠瑚为星额理同族，天聪时归附后金，其子都达哈任三品鸣赞。诺恩珠瑚之孙巴勒任前锋校，从征云南立功，授云骑尉世职。诺恩珠瑚其余后裔任员外郎、笔帖式、郎中、侍卫等官职，其中图理琛历任内阁侍读、兵部员外郎、陕西巡抚、兵部、礼部侍郎等职，曾出使土尔扈特。

### 其他
正白旗包衣阿普察、正白旗銮、镶白旗柏泰、正蓝旗硕色、贝和齐等后裔均有骑都尉、云骑尉等世职。其中銮与贝和齐、正白旗松爱为同族。镶蓝旗扎海世居费雅郎阿，本为该处部长，努尔哈赤创业之初归附，其子弟被编为佐领使其子图赫统领。扎海与世居东的镶蓝旗屯珠瑚、赫什恒等为同族。此外，大学士、陕西经略莫洛在《八旗通志初集》中作阿燕觉罗氏。